# Andrej Hauptman
Andrej Hauptman (Ljubljana, 5 de maig de 1975) va ser un ciclista eslovè, que fou professional entre 1999 i 2006. Bon rodador, en el seu palmarès destaca el Campionat nacional en ruta de 2000 i, sobretot, una medalla de bronze al Campionat del Món de ciclisme de 2001, sent aquesta la primera medalla aconseguida pel seu país en un mundial de ciclisme. Va prendre part en dues edicions dels Jocs Olímpics d'Estiu, el 2000 i el 2004.
Una vegada retirat fou entrenador de ciclisme. El febrer de 2017 fou escollit entrenador de la selecció masculina d'Eslovènia. El maig de 2019 fitxà com a director esportiu de l'UAE Team Emirates.

## Palmarès
- 1997
  - 1r a la Jadranska Magistrala
- 1998
  - 1r a la Volta a Eslovàquia
  - Vencedor de 2 etapes de la Volta a Eslovènia
  - Vencedor d'una etapa de la Volta a Àustria
- 2000
  -  Campió d'Eslovènia en ruta
  - 1r al Gran Premi de Fourmies
- 2001
  - 1r a la Jadranska Magistrala i vencedor d'una etapa
  - 1r a Medvod
- 2005
  - 1r al Gran Premi Šenčur

### Resultats al Tour de França
- 2000. No surt per tenir l'hematocrit massa alt[5][6][7]
- 2002. Abandona (12a etapa)
- 2003. Abandona (14a etapa)

### Resultats al Giro d'Itàlia
- 2001. 56è de la classificació general
- 2004. 82è de la classificació general

### Resultats a la Volta a Espanya
- 2002. 90è de la classificació general